# 卡馬 (瑞士)

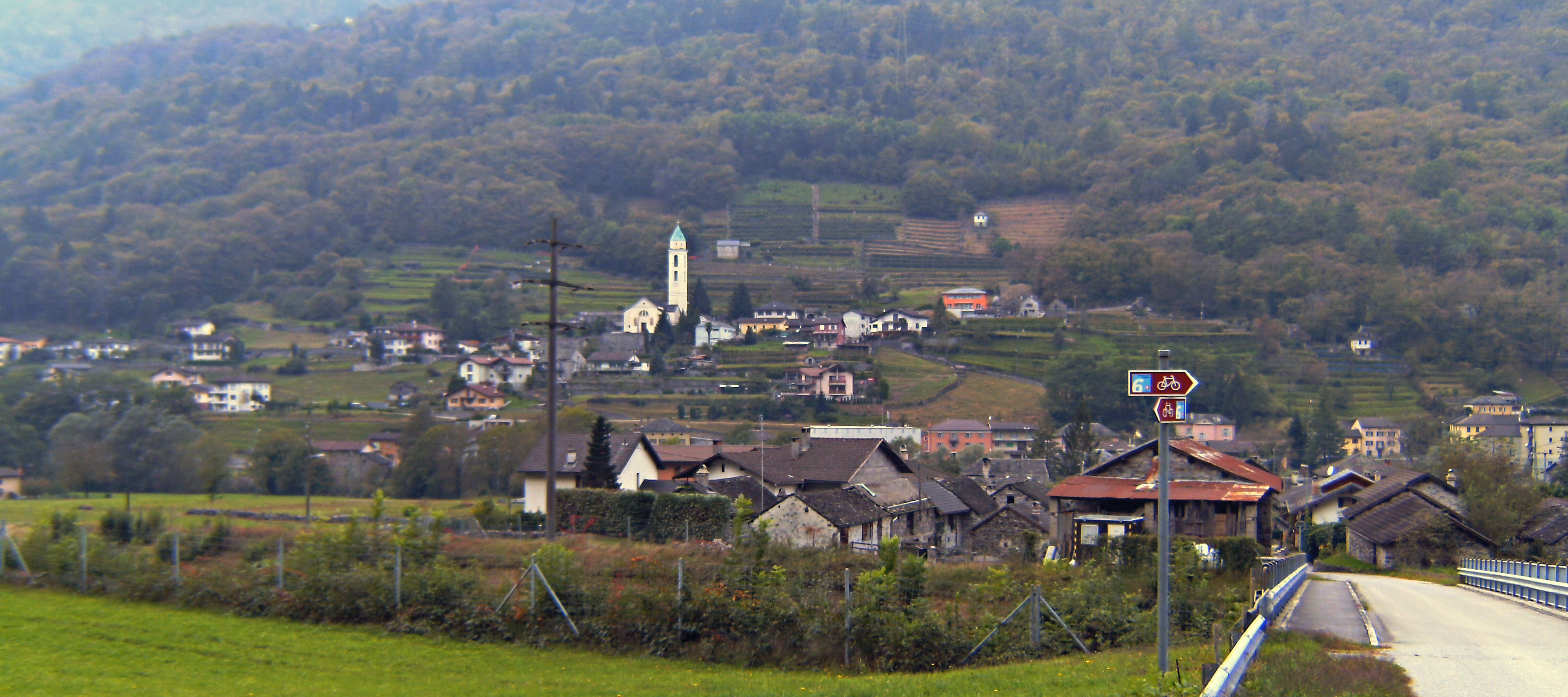

卡馬是瑞士的城鎮，位於該國東部，由格勞賓登州負責管轄，面積15平方公里，海拔高度366米，2011年人口529，88%人口使用意大利語，人口密度每平方公里35人。

## 外部連結
- http://www.valcama.ch/index_de.htm （页面存档备份，存于）, http://www.valcama.ch/index.htm （页面存档备份，存于）